# オレノス (アカイア)

オレノスはアカイア地方北西部の沿岸部、デュメとパトライの間に位置している。

オレノス（古希: Ὤλενος, Ōlenos, ラテン語: Olenum）は、古代ギリシアのアカイアの都市である。長音を省略してオーレノスとも表記される。アカイア地方の12の都市の1つで、アカイア同盟の一員だった。
オレノスは北西部沿岸地域のペイロス川の左岸、デュメから40スタディオン、パトライから80スタディオン離れたところに位置していた。前280年にアカイア同盟が再興したとき、オレノスはまだ都市として存続していたが、ストラボンによるとアカイア同盟に参加しなかった。その後オレノスは衰退し、住民は都市を放棄して近隣のペイライ、エウリュテイアイ、あるいはデュメに移った。ポリュビオスの時代にはオレノスは人が居住する土地ではなくなり、ストラボンの時代には廃墟となっていた。